# Рамот, Иван Матвеевич

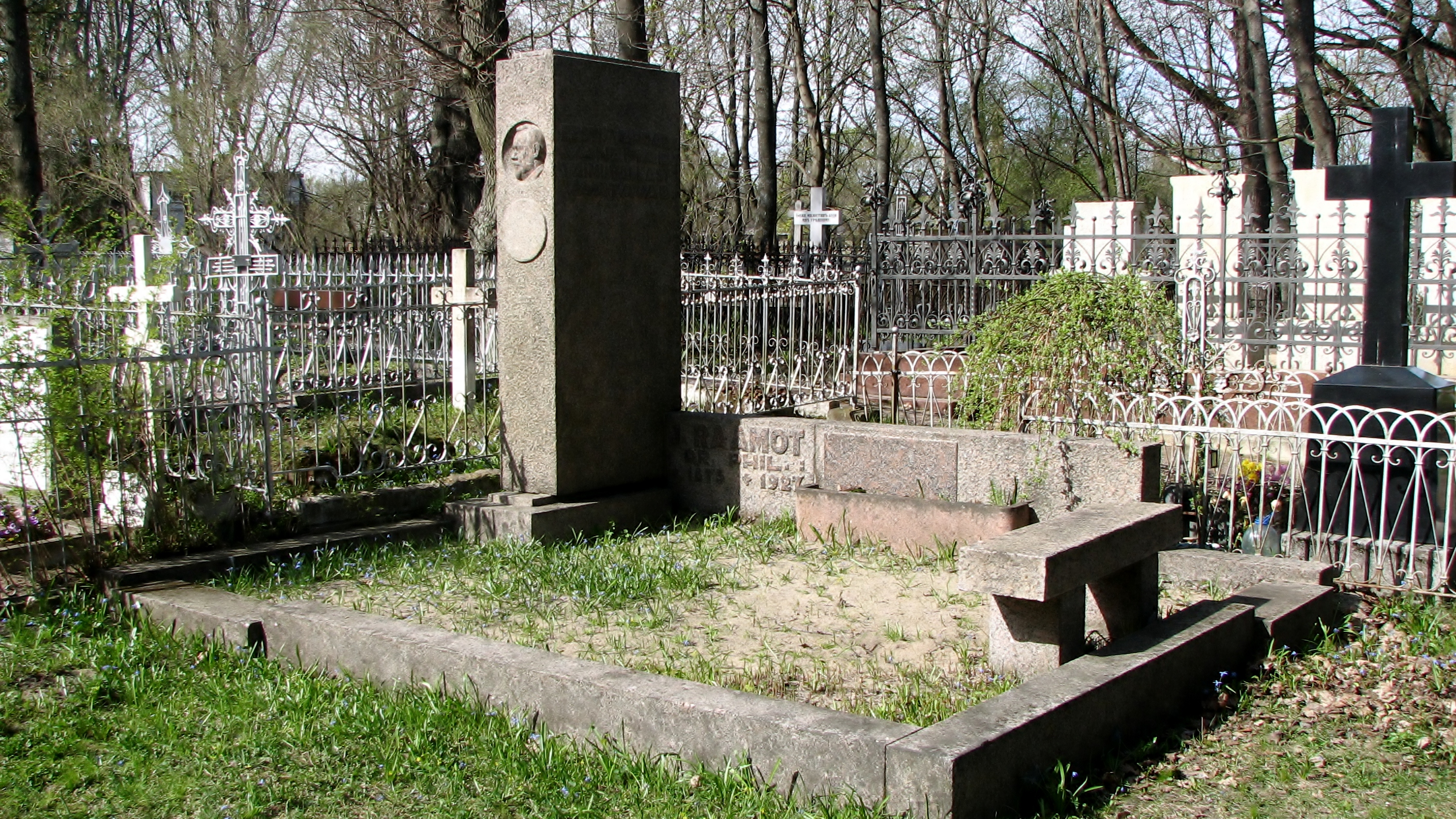
Надгробье И. М. Рамота на кладбище Святого Александра Невского в Таллине,
фото 2011 года

Иван Матвеевич Рамот, (9 августа (28 июля) 1873, Вигала — 5 января 1927, Jäneda) — агроном, эстонский политический деятель, депутат Государственной думы IV созыва от Лифляндской губернии.

## Биография
Эстонец по национальности, при этом православный. Из крестьянской семьи из Ратсгофской волости Юрьевского уезда Лифляндской губернии. Выпускник Гольдингенской учительской семинарии и Виленского учительского института. Впоследствии учился в Земледельческом институте в Финляндии. В 1899 в Петербурге женился на Марии Тамм (1872, Тарвасту — 1966, Нью-Йорк), у них сын Ильмар (1900, Кёнигсберг — 1991, Брумфилд), впоследствии стал агрономом и политиком. В 1899—1901 годах был на стажировке в Лейпцигском и Кёнигсбергском университетах; защитил диссертацию на степень доктора философии по теме «Beiträge zur Bakterienflora des Edamer-Käses» (Роль бактериальной флоры в Эдамском сыре). В 1902—1904 годах стажировался в Киле и еще раз в Лейпциге, затем в Дании и Швеции. Агроном, специалист по молочному хозяйству.
В 1905 вернулся на родину, после чего провёл переустройство Александровской школы в сельскохозяйственное училище. Занимался земледелием, ратовал за развитие молочного производства и создание молочных товариществ. Арестован в 1906 году, провёл 6 месяцев в тюрьме. В 1906—1910 преподавал на сельскохозяйственных курсах Александровской школы. В 1910 приобрел хутор Сах-Капуу близ Юрьева. С 1911 года основатель и директор частных женских курсов сельского хозяйства в Сах-Капуу. Член Конституционно-демократической партии. Владел землёй (100 десятин) и кирпичным заводом. Женат, имел сына.
25 октября 1912 избран в Государственную думу IV созыва от съезда уполномоченных от волостей Лифляндской губернии. Входил в Конституционно-демократическую фракцию. Член земельной, сельскохозяйственной комиссий, комиссий по местному самоуправлению, по борьбе с немецким засильем. Докладчик Сельскохозяйственной комиссии. Член Прогрессивного блока.
Во время Февральской революции член Военной комиссии Временного комитета Государственной думы (ВКГД), контролировал охрану Государственного банка. В начале марта 1917 года — помощник комиссара ВКГД по делам статс-секретариата Великого княжества Финляндского Ф. И. Родичева; после 8 марта комиссар ВКГД и Временного правительства в Ревеле.
С 3 июля по 24 октября 1917 года — председатель Временного земского правления, фактически глава Временного правительства в Эстонии. В 1918—1919 министр земледелия и продовольствия Эстонского Временного правительства, затем — заместитель министра. В 1919 организатор и первый председатель Эстонского общества агрономов. С 1926 руководил Янедамским земледельческим училищем.

## Награды
Кавалер эстонского Креста Свободы 3 класса 1 степени.